# ブリトラの反乱
『ブリトラの反乱』（ブリトラのはんらん）は、2000年5月1日に発売されたブリーフ&トランクスの4作目のアルバム。

## 解説
- 再結成前のオリジナルとしては最後となるアルバムである。
- ジャケットをはじめ、歌詞カードには細根が描いた絵がふんだんに使われている。
- ダイプロXの倒産、ブリーフ＆トランクス再結成に伴い2014年07月30日、VIVID SOUNDから再発売。その際、アルバム未収録のシングルCD収録曲がボーナストラックとして収録。プロモーションビデオ集収録映像がボーナスDVDとして追加されている[1]。

## 収録曲
1. シュプレヒコールA (0:33)
2. ペチャパイ (4:00) 
作詞・作曲 - 伊藤多賀之、マリモラッコ、編曲 - ブリトラ
8thシングルの表題曲。
3. プチプチ (3:37) 
作詞・作曲 - 伊藤多賀之、編曲 - ブリトラ
7thシングル「石焼イモ」のカップリング曲。気泡緩衝材やニキビなどを潰す歌。アレンジは同じだが歌詞を変えた「違うバージョン」が10thシングルとしてリリースされた。
4. ダフ屋 (2:42) 
作詞・作曲 - 伊藤多賀之、編曲 - ブリトラ
ダフ屋についての歌。
5. ろうそく (3:50) 
作詞・作曲 - 伊藤多賀之、編曲 - ブリトラ
親戚の葬儀で笑いをこらえている兄妹の歌。
6. シュプレヒコールB (0:16)
7. 権力ハニー (3:19) 
作詞・作曲 - 伊藤多賀之、編曲 - ブリトラ
歌詞は同じだがアレンジを変えた「夏バージョン」が9thシングルとしてリリースされた。
8. ブルマン (3:00) 
作詞・作曲 - 伊藤多賀之、編曲 - ブリトラ
学校にいる変な生徒のあだ名についての歌。
すべて実在する人物を元にしているが、曲中で歌われている苗字はすべて偽名である。
9. チョベリバ(2:50) 
作詞・作曲 - 伊藤多賀之、編曲 - ブリトラ
90年代後半に「ギャル」「コギャル」などと呼ばれていた女子高生たちの言葉遣いについての歌。
10. タンポポ (3:58) 
作詞・作曲 - 伊藤多賀之、編曲 - ブリトラ
タンポポの綿毛についての歌。
11. どーして! (3:02) 
作詞・作曲 - 細根誠、編曲 - ブリトラ
ことあるごとに「どーして？」と聞いてくる彼女をテーマにした歌。
12. 定食屋 (4:03) 
作詞・作曲 - 伊藤多賀之、編曲 - ブリトラ
不衛生な定食屋の歌。実在する定食屋を元に作詞されているが、実際は詞に書かれているほどひどくはなかったという。
13. シュプレヒコールC (0:23)
14. 一週間 (3:56) 
作詞・作曲 - 細根誠、編曲 - ブリトラ
細根がメインボーカルの曲。
15. 原稿用紙でラブレター (3:03) 
作詞・作曲 - 伊藤多賀之、編曲 - ブリトラ
いじめられっ子の女の子がくれた、原稿用紙に書かれたラブレターの歌。
16. さなだ虫2000スーパー (5:00) 
作詞 - アフブリリスナー、作曲 - 伊藤多賀之、編曲 - ブリトラ
8thシングル「ペチャパイ」のカップリング曲「さなだ虫2000」と歌詞は同じだが、原曲キーのイ短調から1音下げられてト短調になるなどアレンジが変わっており、セリフなども追加されている（「さなだ虫2000」は「さなだ虫」の歌詞を変えただけでアレンジは全く同じであった）。歌詞はTOKYO FMの「Afternoon Breeze Friday Hit Parade」によって募集したもの。

## 復刻版追加トラック

### CD
1. 突然の来客　※9thシングル『権力ハニー〜夏バージョン〜』カップリング曲
2. プチプチ~違うバージョン~　※10thシングル表題曲
3. さなだ虫2000　8thシングル『ペチャパイ』カップリング曲
4. 権力ハニー~夏バージョン~　※9thシングル表題曲

### DVD
1. ペチャパイ
2. ブルマン
3. ブリトラの反乱生ダイジェスト
4. 権力ハニー~夏バージョン~
5. プチプチ~違うバージョン~
6. BURI BURI BURITORA BURI RINBO!

## 担当
- 伊藤多賀之（ボーカル・アコースティックギター）
- 細根誠（ボーカル・ハーモニカ・ハモリ）
- 中町俊自（シンセサイザーオペレーター）
- 猪俣彰三（ミキシングエンジニア）
- 小池光夫（マスタリングエンジニア）

- マリモラッコ（アートディレクションとデザイン）

- 新田一郎（エグゼクティブプロデューサー）
- NITTA-MAN（プロデューサー、サウンドプロデューサー、ディレクター）

## 他の収録CD
- 7thシングル「石焼イモ」 (#3)
- 8thシングル「ペチャパイ」（#2, #16の別版）
- 9thシングル「権力ハニー〜夏バージョン〜」（#7のアレンジ版）
- 10thシングル「プチプチ〜違うバージョン〜」（#3の歌詞変更版）
- 5thアルバム「BURITORA GOLDEN BEST」 (#2, #3, #5)